# Callulina kisiwamsitu
Espèce
Statut de conservation UICN

 EN B1ab(iii) : En danger
Callulina kisiwamsitu est une espèce d'amphibiens de la famille des Brevicipitidae.

## Répartition
Cette espèce est endémique des monts Usambara occidentaux dans l'est de la Tanzanie.

## Publication originale
- de Sá, Loader & Channing, 2004 : A New Species of Callulina (Anura: Microhylidae) from the West Usambara Mountains, Tanzania. Journal of Herpetology, vol. 38, no 2, p. 219-224.